# Paulina Gálvez
Paulina Gálvez (Paulina Margarita Gálvez Pineda, 23 de abril de 1980, Antiguo Cuscatlán, El Salvador – Pasto, Colômbia) ) é uma modelo e rainha de beleza naturalizada colombiana que venceu o concurso de Miss Internacional 1999 e que ficou em segunda colocação no Miss Colômbia do ano anterior.
Ela foi a segunda de seu país a vencer este concurso. Sua antecessora foi Stella Márquez, primeira Miss Internacional eleita. 

## Biografia
Paulina nasceu em El Salvador, mas aos dois anos de idade mudou-se para Cali com a família. Seus pais, Guillermo Edmundo Gálvez e Paulina Pineda, eram cientistas e aos 18 anos, quando participou do Señorita Colômbia, ela estudava Psicologia na Universidad Javeriana de Cali. 

## Concursos de beleza

### Miss Colômbia 1998
Representando Nariño, Paulina ficou em segundo lugar no Miss Colômbia 1998.  

### Miss Internacional 1999
Desbancando outras 50 candidatas, no dia 04 de dezembro de 1999, Paulina foi coroada Miss Internacional 1999, tendo também recebido o prêmio de Miss Fotogenia. 